# أيزاياه ويلسون
أيزاياه ويلسون (31 مايو 1948 بفيلادلفيا في الولايات المتحدة - ) (بالإنجليزية: Isaiah Wilson)‏ هو لاعب كرة سلة أمريكي في مركز هجوم خلفي. لعب مع ديترويت بيستونز وممفيس ساوندز.

## وصلات خارجية
- أيزاياه ويلسون على موقع إن بي أي (الإنجليزية)
- أيزاياه ويلسون على موقع سبورتس رفرنس (الإنجليزية)
- أيزاياه ويلسون على موقع ريلجم (الإنجليزية)
- أيزاياه ويلسون على موقع بروبوليرز (الإنجليزية)